# Hr-skyline
hr-skyline (zunächst: hr4 plus) war von 1998 bis 2004 ein eigenständiges Hörfunkprogramm des Hessischen Rundfunks. Im August 2004 ging das Programm im Informationsradio hr-info auf.
Der inhaltliche Schwerpunkt des Programms lag auf der Wirtschaftsberichterstattung. Um diesen Schwerpunkt zu unterstreichen, befand sich das Sendestudio von hr skyline im Frankfurter Bankenviertel im 54. Stockwerk des Main Towers. Das Nachfolgeprogramm hr-info hat diesen Schwerpunkt zum Teil übernommen, richtet sich allerdings verstärkt auch an Sport- und Kulturinteressierte.
Das Programm war über DAB und vom 30. Juni 2003 bis zum 30. August 2004 auch über der Mittelwellenfrequenz 594 kHz zu empfangen. Auf der Mittelwelle wurde fortan bis zu ihrer endgültigen Abschaltung am 1. Januar 2010 das Mittelwellenprogramm hr-info plus ausgestrahlt.